# San Antonio de Pichincha

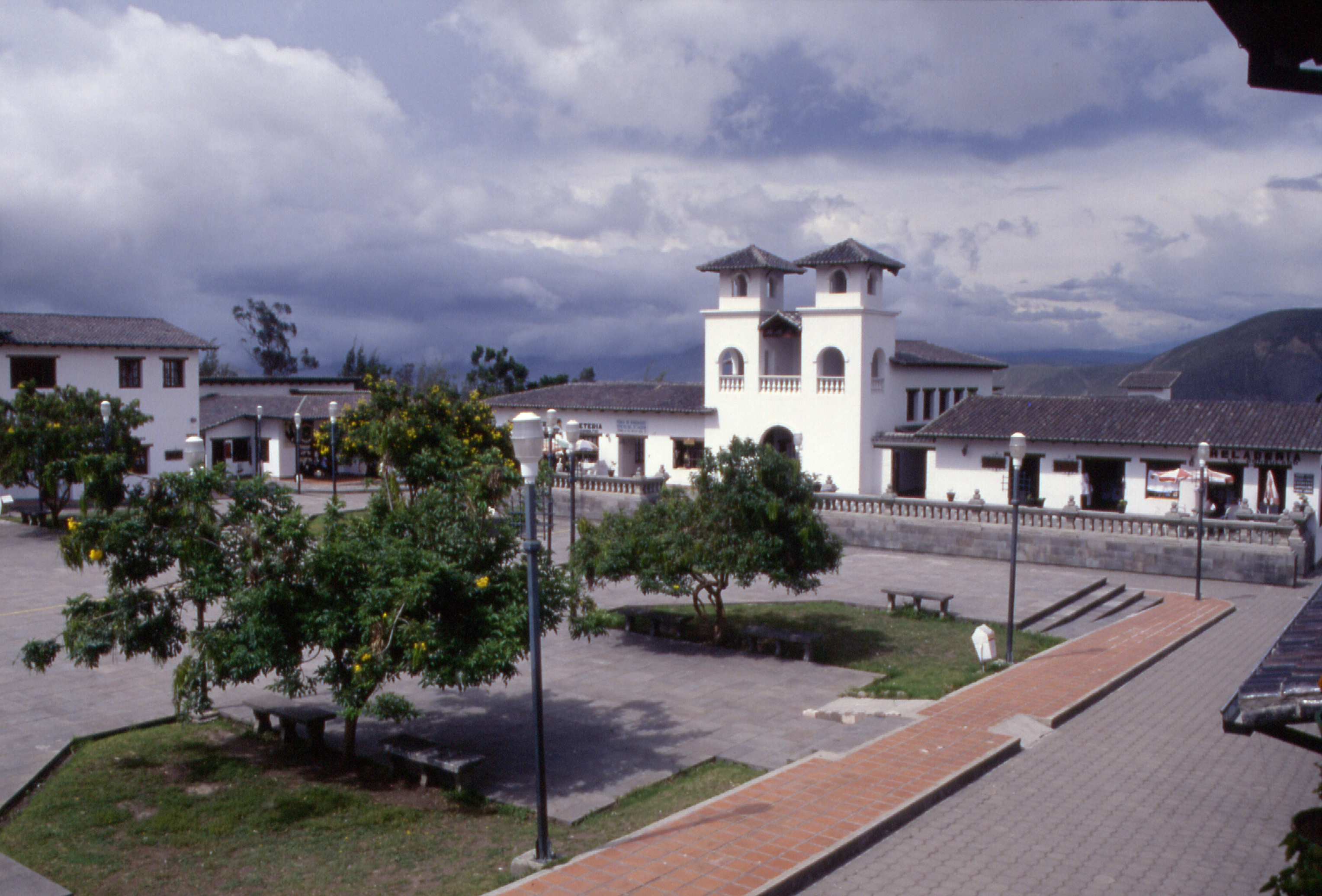
Iglesia Mirad del Mundo in San Antonio de Pichincha (1998)

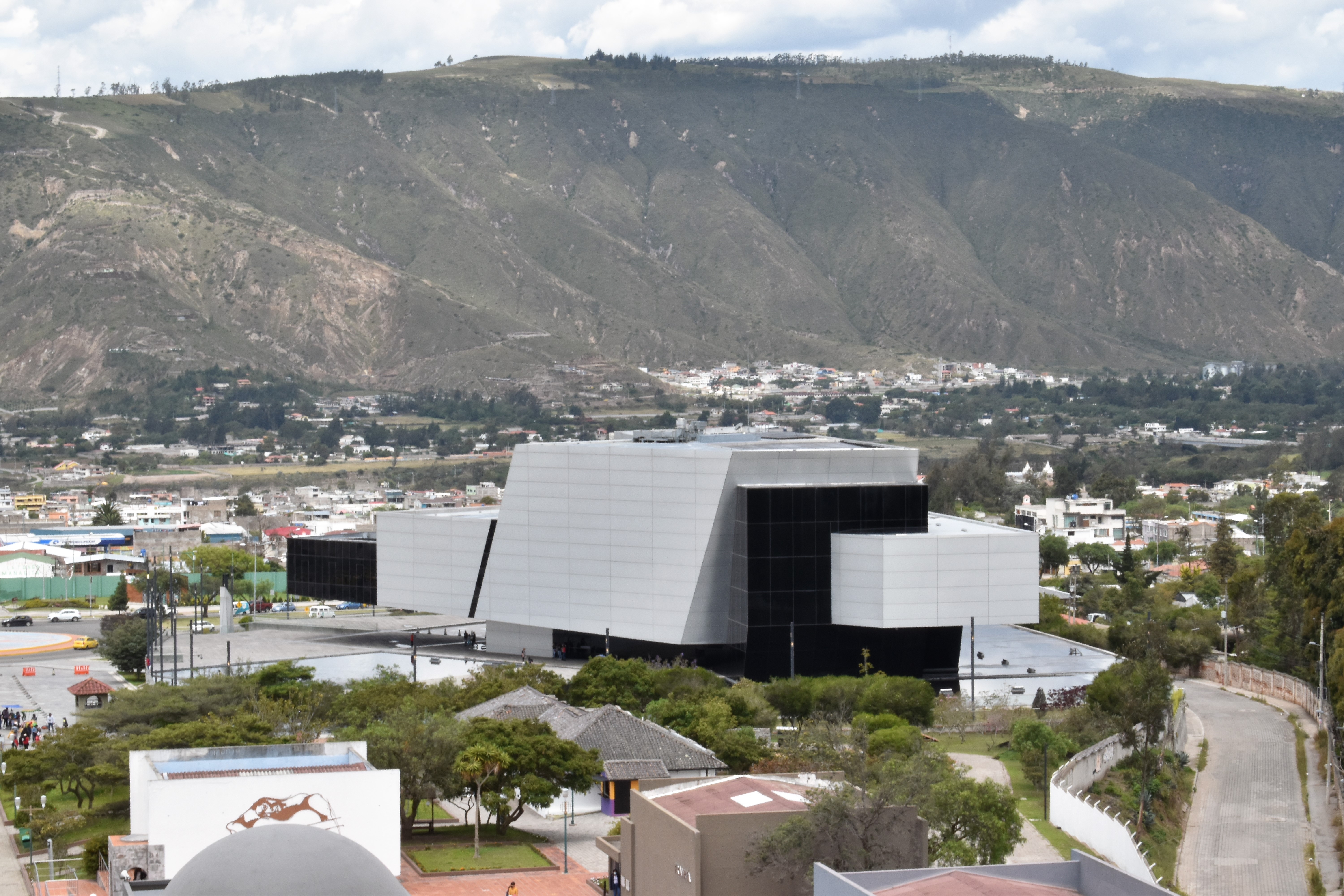
UNASUR-Gebäude (2022)

San Antonio de Pichincha ist eine Parroquia rural (politischer Verwaltungsbezirk) des Kantons Quito in der ecuadorianischen Provinz Pichincha.
Der Ort liegt ca. 22 km nördlich der Hauptstadt Quito. Er ist bekannt durch seine Lage auf dem Äquator und das dort – genau genommen 240 m südlich von diesem – befindliche Äquator-Denkmal Mitad del Mundo. Hier führte Charles Marie de La Condamine ab 1736 geografische und astronomische Vermessungen zur Bestimmung der Lage des Äquators auf der Erde durch.
Das Gebiet des Kirchspiels grenzt im Süden an Pomasqui und Calderón, im Westen an Calacalí, im Norden an San José de Minas und im Osten an Perucho, Puéllaro und den Kanton Pedro Moncayo (Tabacundo) der Provinz Pichincha.

## Sonstiges
In San Antonio de Pichincha in unmittelbarer Nachbarschaft zur Ciudad Mitad del Mundo befindet sich das Edificio Néstor Kirchner, das als Verwaltungsgebäude der UNASUR diente.